# Flabellum transversale
Flabellum transversale är en korallart. Flabellum transversale ingår i släktet Flabellum och familjen Flabellidae.

## Underarter
Arten delas in i följande underarter:
- F. t. conicum
- F. t. transversale
- F. t. triangulare